# 宇文皇后
宇文皇后（6世紀—554年？），代郡武川镇（今内蒙古自治区呼和浩特市武川县）人，追尊周文帝宇文泰长女，西魏废帝元钦皇后。

## 生平
宇文氏诞生的那一天，有云气满堂，香味久久不散。宇文氏小时候有风采神韵，喜好摆放列女图放在身边，宇文泰说：“每次见到这个女儿，让人非常快慰。”元钦为太子时，娶宇文氏为太子妃，以冯翊王妃李稚华为太子妃内傅。西魏大统十七年三月（551年），元钦即位，宇文氏被册立为皇后。宇文皇后志向节操明达优秀，元钦非常敬重她，宇文皇后在后宫专宠，元钦没有设置嫔御。元钦被宇文泰废掉后，又被毒死，宇文皇后也因为忠于魏朝而遭受灾祸。

## 延伸阅读
[在维基数据编辑]
 《北史/卷013》，出自李延壽《北史》